# 热列兹内角
热列兹内角（俄语：Мыс Железный）或亲口岬（日语：／）是托尼诺-阿尼瓦半岛东北部的的海角。向北15公里是斯沃博德内角，向南9.5公里是韦利堪角，西距圖奈恰湖10公里，离 64K-18 公路约5.5公里。沿岸以岩石海岸为主，海拔约50米，覆盖有混交林。